# のぞみ信用組合

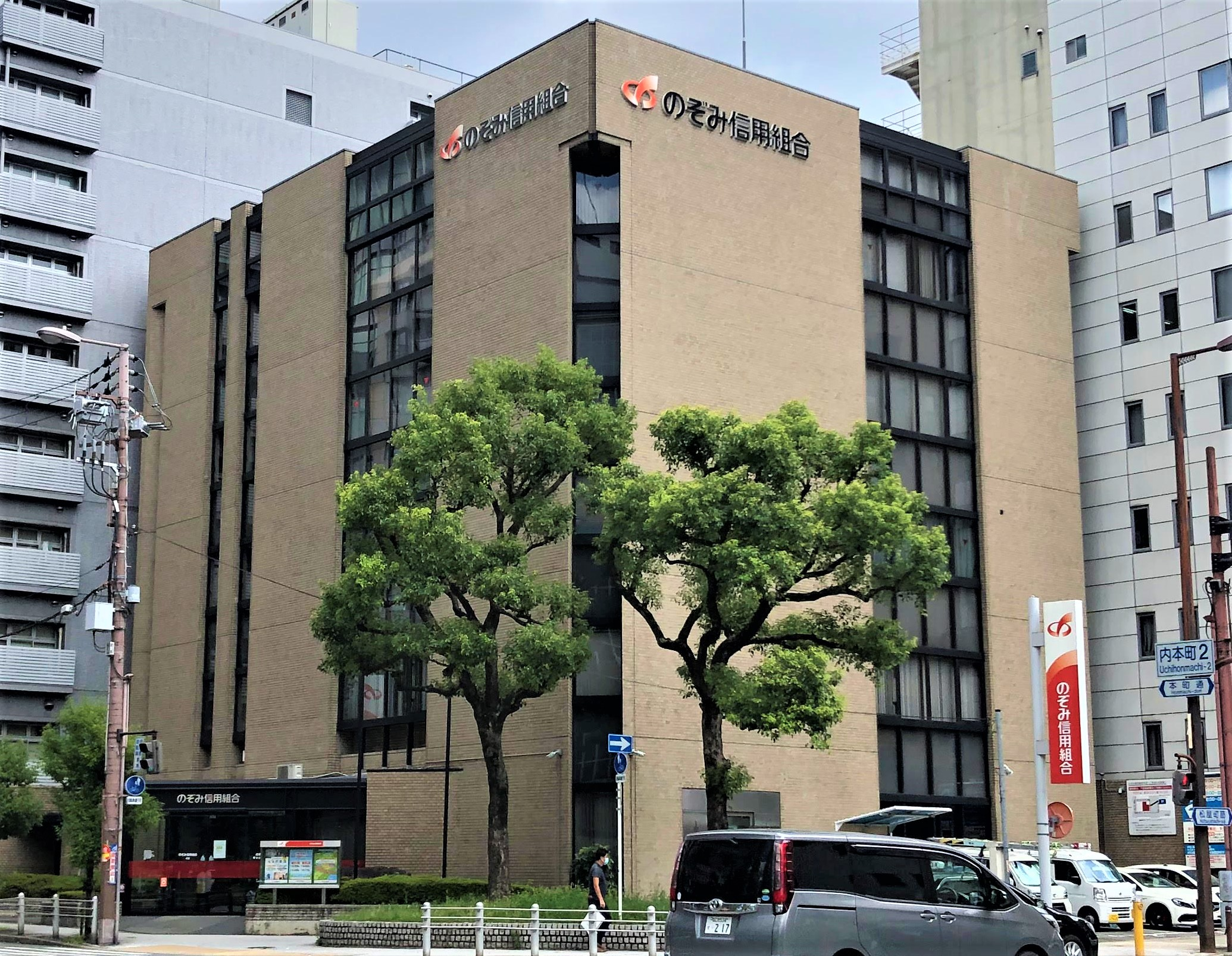
本店

のぞみ信用組合（のぞみしんようくみあい）は、大阪府大阪市中央区内本町に本店を置く信用組合。

## 沿革
- 1952年6月 - 大阪化繊取引所及び大阪三品取引所（大阪商品取引所、中部大阪商品取引所などを経て現存せず）の会員による職域信用組合として事業認可
- 1952年7月 - 大阪商業信用組合として事業開始
- 1952年12月 - 大阪庶民信用組合設立
- 1953年7月 - 大阪商業信用組合が大阪府内一円を区域とする地域信用組合となる
- 1960年4月 - 大栄信用組合を吸収合併
- 1993年11月 - 信用組合大阪弘容がイトマン事件で破綻した大阪府民信用組合を事業譲受
- 1998年11月 - 大阪庶民信用組合が中国信用組合の事業譲受
- 1999年6月 - 大阪庶民信用組合が豊和信用組合の事業譲受
- 1999年8月 - 大阪庶民信用組合が信用組合大阪弘容の事業譲受
- 2004年1月13日 - 大阪商業信用組合と大阪庶民信用組合が合併し、のぞみ信用組合となる
- 2004年5月 - 本店を現在地に移転

## 営業店舗
出典。
- 本店営業部 - 大阪市中央区内本町2丁目3番5号
- 港支店 - 大阪市港区市岡1丁目14番3号
- 守口支店 - 守口市西郷通1丁目15番16号
- 吹田支店 - 吹田市高浜町4番39号
- 枚方支店 - 枚方市宮之阪3丁目6番30号
- 八尾支店 - 八尾市北本町1丁目4番25号
- 枚岡支店 - 東大阪市旭町3番3号
- 城東支店 - 大阪市城東区鴫野東2丁目11番12号
- 粉浜支店 - 大阪市住之江区粉浜1丁目16番16号
- 荻原天神支店 - 堺市東区日置荘原寺町45番地1
- 堺陵南支店 - 堺市北区百舌鳥陵南町3丁14番地
- 豊中支店 - 豊中市岡上の町3丁目1番6号
- 布施支店 - 東大阪市長堂2丁目10番14号
- 四条畷支店 - 大東市北新町18番10号
- 矢田支店 - 大阪市東住吉区照ヶ丘矢田3丁目3番39号

## 本店へのアクセス
- OsakaMetro堺筋線、中央線「堺筋本町駅」13番出口を東へ徒歩約5分
- OsakaMetro谷町線、中央線「谷町四丁目駅」下車3番出口を西へ徒歩約5分